# Stuart Conquest

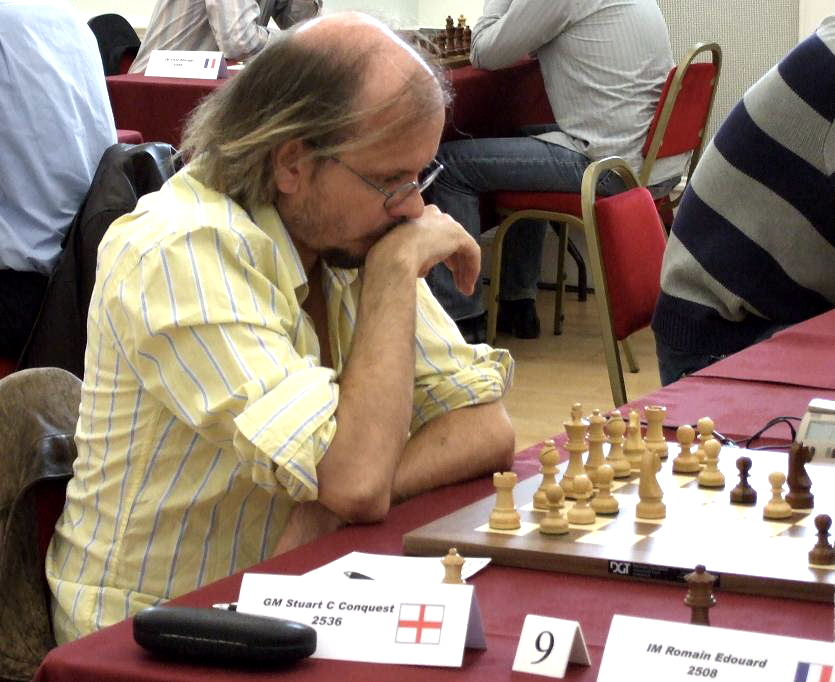
Stuart Conquest din Liverpool în septembrie 2008

Stuart Conquest (născut pe 1 martie în 1967 din Ilford, Regatul Unit) este un mare maestru internațional de șah.
În 1981, la varsta de 14 a castigat Campionatul Mondial al Tineretului Șah în categoria sub-16. Conquest Rapidplay britanic a fost campion de șah, în 1997. În 1995 și 2000 el a împărtășit de victorie în Premier Hastings. În 2001 el a castigat turneul de categoria 14 în Clichy (Franța). Lui 2601 ELO a fost cel mai mare rating, din octombrie 2001 în FIDE lista de rating.
A castigat Campionatul Britanic 2008, înfrângerea Keith Arkell într-un joc de doua rapidplay juca meci de-off după ce au legat pentru primul loc în Championship. 
De la mijlocul anilor 1990, el a fost un frecvent membru în Anglia al echipei de la Olimpiade și Campionatul European de echipă.